# Theelacht

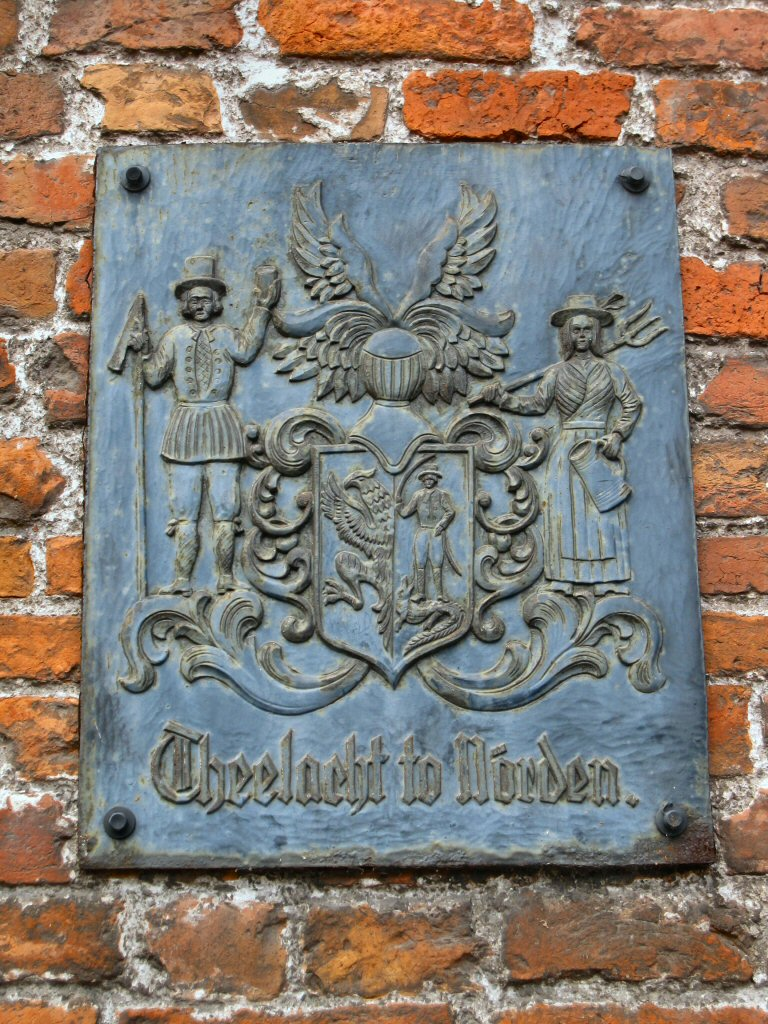
Tafel der „Theelacht to Nörden“ am alten Rathaus in Norden

Die Theelacht zu Norden ist ein seit rund 1100 Jahren auf genossenschaftlicher Basis geführter Familienverband und damit der weltweit älteste genossenschaftliche Zusammenschluss. Er gehört in Norden zu den drei alten, bis heute tagenden Genossenschaften (Theelacht, Altenbürgerlanden, Leegemoorgesellschaft). Er verwaltet gemeinsamen Grundbesitz in den Marschen des nördlichen und östlichen Norderlandes und schüttet die durch Verpachtung erwirtschafteten Gewinne an seine Mitglieder aus. Ihren zentralen Verwaltungssitz hat die Theelacht in der Theelachtskammer des Alten Rathauses am Norder Marktplatz.

## Bedeutung des Namens
Woher die Bezeichnung Theelacht kommt, ist unklar. Häufig wird der erste Wortbestandteil mit dem Plattdeutschen Wort Deel gleichgesetzt, was Teil oder Anteil bedeutet, während Acht, der zweite Wortbestandteil, in der Region einen mit Kontroll- und Unterhaltsaufgaben beauftragte Institution meint Auf diese Deutung hat auch Rudolf Folkerts in seinem 1983 erschienenen Buch Die Theelacht zu Norden. Eine seit 1100 Jahren auf genossenschaftlicher Basis geführter Familienverband hingewiesen. (vergleiche Deichacht; Sielacht, Püttacht). Demgegenüber ist sich Arend Remmers sicher, dass Theel nicht dem niederdeutschen Substantiv Deel (=Teil) entsprechen kann. Dieses geht auf das germanische *dail zurück und hat die hochdeutsche Lautverschiebung von d auf t nicht mitgemacht. Nach Remmers' Ansicht steht der Wortbestandteil *tēl vermutlich für einen bestimmten Anteil an neugewonnenem Land und ist mit Land, das einer bebaut zu übersetzen. Als Flurname kommt Teeler heute noch in der Gemarkung Loquard vor. Remmers vermutet, dass der Begriff auf das altfrisische tilia zurückgeht und mit zeugen, bebauen übersetzt werden muss. Seiner Ansicht ist es aber auch möglich, dass Theel ursprünglich Theen hieß und dessen Auslaut durch Deel oder Teil beeinflusst wurde.

## Ursprünge
Die alten Theelachts-Überlieferungen erzählen, dass die Schlacht bei Norden der Friesen gegen die Normannen um 884 den eigentlichen Beginn der Genossenschaftsgeschichte markiert. Nach dem Abzug der siegreichen Friesen und der geschlagenen Normannen nahmen eine Reihe Norder Einwohner die Gelegenheit wahr, die einst an die Normannen verlorenen Gebiete in den Hilgenrieder und Nesser Buchten zurückzuerobern. Die Teilnehmer dieser Rückeroberung gründeten die Theelacht zu Norden mit dem Ziel, die wieder gewonnenen Gebiete in ungeteilter Gemeinschaft zu nutzen und zu verwalten. Die ursprüngliche Eigennutzung des Theelacht-Landes ist inzwischen durch die Verpachtung des Landes abgelöst worden. Die Theelacht ist in ihrer Art die älteste Genossenschaft in Europa.

## Aufbau und Satzung der Theelacht

Titelblatt des 1759 in Halle gedruckten „Theelrechts“

Die Theelachter entwickelten eine eigene Rechtsordnung. Entscheidungen werden demokratisch gefällt. Ein mittelalterliches Erbrecht, das bis heute gilt und juristisches Vorbild für die vinkulierte Namensaktie des heutigen Aktienrechts gewesen sein dürfte, sorgt dafür, dass die Genossenschaftsanteile durch Generationen hindurch in den Händen der alten Theelachtsfamilien verbleiben.
Vier Theelachter verwalten die Theel-Lande und sorgen für die zweimal jährlich stattfindende Rechnungslegung. Diese erfolgt nach einem genau festgelegten Zeremoniell, bei dem Tonpfeifen, Tabak und das warme Theelbier den Versammelten gereicht werden.
Die Anteile zerfallen in „Arv- und Kooptheele“ (Erb- und Kaufanteile). Nur die Besitzer der Arvtheele, die Arvburen (Erbbauern), besitzen das aktive und passive Wahlrecht. Die Koopburen (Mitglieder, die sich eingekauft haben) haben zwar einen Sitz in der Theelachtsversammlung, jedoch keine Stimme.
Das Arvtheel, dessen Umfang je nach der Zahl der Arvburen schwankt, vererbt sich nach altem friesischen Recht auf den jüngsten Sohn. Sind mehrere verheiratete Söhne mit eigenem Hausstand vorhanden, können sie „antasten“; sie erhalten einen vollen Arvtheel und können ihren Anteil an die nächste Generation vererben, so dass sich die Erbanteile vermehren.
Auch Erbtöchter werden zugelassen, wenn keine Söhne vorhanden sind. Ihre Rechte werden von ihren Ehemännern in der Theelachtsversammlung wahrgenommen. Diese mit Erbtöchtern verheirateten Ehemänner werden Pelzburen genannt.
Das Theel eines kinderlos verstorbenen Arvburen fällt an die Theelacht zurück. Veräußert ein Arvbur seinen Anteil, so fällt auch dieses Theel bei seinem Tod an die Theelacht zurück – es sei denn, die Theelacht gibt ihre Zustimmung zur Umwandlung des Arvtheel in ein Kooptheel. Besitzer des Kooptheels sind die bereits erwähnten Koopburen.
Die Ländereien der Theelacht zerfallen in 8 Theele, auch Theene oder Bücher genannt: Eber (früher: Leidumer), Ekeler, Gaster, Hover, Linteler, Neugroder, Osthover und Trimser Theel. Bei zwei Ertragsauszahlungen – die eine vor Ostern, die andere vor Weihnachten – werden für jeweils vier Theele die Gewinne ausgeschüttet. Die zu Ostern abgerechneten Theele werden „Vörjahrstheele“ genannt, die anderen „Harfsttheele“.

## Die Theelacht heute
Ihre ursprüngliche wirtschaftliche Funktion und Bedeutung hat die Theelacht inzwischen eingebüßt. Das einst nicht geringe Barvermögen ging bei den Währungsreformen des 20. Jahrhunderts weitgehend verloren; die Einnahmen aus der Verpachtung der noch etwa 450 Hektar Land decken nur den laufenden Unterhalt der Theelachtskammer (wozu auch die Eintrittsgelder beitragen) sowie die Kosten der Versammlungen selbst. So wird bei den Ausgaben nur noch ein symbolischer Betrag ausgezahlt. Wie bei aller Brauchtumspflege üblich steht heute der gesell- und gemeinschaftliche Aspekt im Vordergrund.
Trotz der über 1100 Jahre währenden Geschichte der Theelacht ist es ein äußerst seltenes Ereignis, dass ein Theelachter dieses Amt länger als 50 Lebensjahre ausüben kann. Bei einem solchen Geschehen wird sein zunächst in weißer Schrift auf der Ahnentafel der Theelkammer verzeichneter Name im Rahmen einer größeren Feierstunde vergoldet. Dieses Jubiläum konnte erst drei Mal begangen werden: 1888 durch Theelachter Menke B. Uven, 1950 durch Theelachter Johannes Reinhard Fleeth und am 9. September 2006 durch Theelachter Gerhard E. Seeba.